# SMS Augsburg
«Аугсбург» (нім. SMS Augsburg) — військовий корабель, легкий крейсер типу «Кольберг» Імперського флоту Німеччини. Перший корабель, названий на честь міста Аугсбург. Брав участь у боях Першої світової війни.
«Аугсбург» був закладений 22 серпня 1908 року на верфі німецької компанії Kaiserliche Werft Kiel у Кілі. 10 липня 1909 року він був спущений на воду, а 1 жовтня 1910 року увійшов до складу Імперського флоту Німеччини.

## Історія служби

### Битва на Балтійському морі
31 липня (12 серпня) 1914 року росіяни розпочали військові дії на Балтиці. О 6:56 російські мінні загороджувачі під прикриттям лінкорів почали ставити перші міни.
1 (13) серпня 1914 німецький мінний загороджувач «Дойчлянд» під ескортом легких крейсерів «Аугсбург» і «Магдебург» і трьох есмінців вирушив до Фінської затоки для постановки мінного загородження, але у відкритому морі німці наразилися на російські панцерні крейсери «Адмірал Макаров» і «Громобой». Російський командир вважаючи, що випадково зустрів велике крейсерське угруповання німців, зокрема крейсери «Рун» та «Принц Генріх», дав наказ відступити, не ув'язуючись у бій. Противники розійшлись, але через загрозу зіткнення з росіянами «Дойчлянд» поставив мінне поле, не доходячи 45 миль до запланованого району.
13 (26) серпня 1914 німецькі крейсери «Аугсбург» і «Магдебург» у супроводі двох ескадрених міноносців V25, V26 і міноносця V18 здійснили спробу атакувати російський дозор у гирлі Фінської затоки. Однак при проведенні маневру біля острова Оденсгольм крейсер «Магдебург» налетів на мілину. Спроба стягнути його з мілини за допомогою есмінця V26 не увінчалася успіхом, тому командир флотилії віддав наказ евакуювати екіпаж з постраждалого крейсера. Російські крейсери «Богатир» та «Паллада» виявили постраждалий німецький крейсер і обстріляли його. У стрілянині загинуло 15 німецьких матросів. Німці, не бажаючи віддавати свій корабель, підірвали крейсер, проте 57 моряків екіпажу, в тому числі його командир, були захоплені росіянами в полон.
Протягом вересня «Аугсбург» здійснив загалом чотири бойові походи в центральну Балтику. Перший почався 1 числа; близько опівночі в ніч з 1 на 2 вересня «Аугсбург» піддався атаці російського есмінця «Новик», який випустив торпеди по кораблю, але вони промахнулися. 2 вересня «Аугсбург» вступив у короткий, але безрезультатний бій з російськими крейсерами «Олег» і «Богатир». Також на початку вересня легкі сили на Балтиці були посилені IV бойовою ескадрою, що складається зі старих лінійних кораблів класу «Брауншвейг» і «Віттельсбах», а також панцерного крейсера «Блюхер». Починаючи з 3 вересня, об'єднані німецькі війська розпочали активні наступальні дії в акваторії Балтики. Під час операції «Аугсбург» помітив російські крейсери «Паллада» і «Баян». Німецький крейсер спробував маневром підтягнути їх ближче до зони досяжності гармат «Блюхера», але росіяни відмовилися ловити наживку й відступили. 7 вересня «Аугсбург» і міноносець V25 увійшли в Ботнічну затоку і потопили російський пароплав «Улеаборг» біля Раумо. До 9 числа німецький флот повернувся в порт.
З жовтня командування російського Балтійського флоту активізувало постановку мінних загороджень у південній частині моря, на маршрутах життєво важливих для Німеччини комунікації, за якими здійснювалося перевезення зі Швеції залізної руди. У результаті на цих мінних полях німці втратили в 1914—1915 рр. панцерний крейсер «Фрідріх Карл», 4 тральщики, 2 або 3 сторожові кораблі і 14 пароплавів. Крім того, в результаті підриву отримали пошкодження крейсери «Аугсбург» і «Газелле», 3 міноносці й 2 тральщики.
6 січня 1915 року «Принц Адальберт», «Тетіс», «Аугсбург», «Любек» за підтримки декількох міноносців і субмарин здійснили рейд до острова Утьо в Архіпелаговому морі, де за даними розвідки була розташована база російських підводних човнів. Але атака була скасована.

#### Готландський бій
1 липня 1915 року російські крейсери «Адмірал Макаров» (флагман), «Баян», «Богатир», «Олег», «Рюрик» та 8 есмінців під командуванням контрадмірала Бахірева М. К. вийшли в море для обстрілу Мемеля. У той же день загін німецьких кораблів (крейсери «Роон», «Аугсбург» (флагман) і «Любек», мінний крейсер «Альбатрос», 7 міноносців) вийшов для постановки мін поблизу маяка Бокшер біля Або-Аландського району. Поставивши загородження, комодор фон Корф повідомив по радіо на базу про виконання завдання. Штаб російського флоту перехопив це донесення, розшифрував радіограму і сповістив свій загін. Це був перший в історії війни на морі випадок з використанням радіо для наведення своїх сил на ворога.
О 7:30 2 липня російські кораблі виявили біля острова Готланд «Аугсбург», «Альбатрос» і 3 есмінці й відкрили по них вогонь. У результаті морського бою, німецький крейсер «Аугсбург», користуючись перевагою у швидкості ходу, відірвався від переслідувачів, а «Альбатрос» потрапив під щільний артилерійський вогонь крейсерів «Богатир» та «Олег», і намагаючись сховатися у шведських територіальних водах, викинувся на берег біля острова Естергорн, де згодом був інтернований шведами.
Приблизно через годину після припинення вогню по «Альбатросу» сталося зіткнення з другою групою німецьких кораблів — панцерним крейсером «Роон» і легким крейсером «Любек». У бою з російської сторони взяли участь крейсери «Баян» та «Олег» та, викликаний командиром загону Бахіревим, панцерний крейсер «Рюрик».
Морський бій біля Готланда завершився з невизначеним результатом.

#### Бій у Ризькій затоці
До кінця липня німецькі війська практично заволоділи всім південно-західним узбережжям Ризької затоки й підійшли до Риги. Німецьке морське командування запланувало операцію прориву в Ризьку затоку з метою знищення російських морських сил, що базувалися в цьому регіоні. Для цього виділялося ударне угруповання флоту під командуванням віцеадмірала Шмідта, що складалося з 7 старих лінійних кораблів, 6 крейсерів, 24 ескадрених міноносців і міноносців, 1 мінного загороджувача, 14 тральщиків, 12 катерів-тральщиків, 2 проривачів мінних загороджень. Для прикриття цього формування до Фінської затоки висувалося з'єднання Флоту відкритого моря віцеадмірала Гіппера. Маючи більш ніж дворазову перевагу над російським флотом, це угруповання кайзерівського флоту мало завдання не допустити прориву головних сил Балтійського флоту з Фінської затоки у відкрите море. Крім того, крейсери мали обстріляти споруди на острові Утьо (південніше Або-Аландського архіпелагу), де базувався ряд російських кораблів.
В ході операції німецький флот зазнав серйозних втрат: затонули 2 есмінці V-99 і S-31, 3 тральщики Т-46, Т-52 і Т-58 і проривач мінних загороджень; ушкодження отримали лінійні крейсери «Мольтке» і «Фон дер Танн», два крейсери «Тетіс», «Аугсбург», два міноносці V100 і S-144 та тральщик Т-77. Росіяни втратили потопленими два канонерські човни, пошкодженими були лінкор «Слава» і три есмінці, також були знищені кілька малотоннажних вантажних суден і ушкоджено берегові об'єкти.

#### Операція «Альбіон»
На початку вересня 1917 року після здобутої в Ризькій операції перемоги німецьке командування в умовах максимальної секретності розпочало підготовку операції «Альбіон» з метою захоплення Моонзундських островів. Для проведення операції кайзерівський флот зосередив під командуванням віцеадмірала Ергарда Шмідта флот з 5 дредноутів, 5 лінкорів — колишніх броненосців, 1 лінійного крейсера, 9 легких крейсерів, 58 есмінців, 7 міноносців, 6 підводних човнів, 27 тральщиків, 66 катерів-тральщиків, 4 проривачі мінних загороджень, 59 патрульних суден, 1 мінного, 2 мережевих і 2 бонових загороджувачів, 5 плавучих баз, 32 транспортів і низки інших кораблів і суден, загалом 351 одиницю.
«Аугсбург» діяв у VI скаутській групі разом зі «Страсбургом» і «Кольбергом». О 06:00 14 жовтня 1917 року три кораблі вийшли з Лібави для супроводу мінних операцій у Ризькій затоці. На підході вони були атаковані російськими 305-мм береговими гарматами і були змушені тимчасово відхилитися від курсу. Однак до 08:45 вони стали на якір біля берега Михайлівський і тральщики почали розчищати проходи в мінних полях. Через два дні «Аугсбург» приєднався до дредноутів «Кьоніг» і «Кронпринц» для зачистки Ризької затоки. Поки лінкори вступали в бій з російськими військово-морськими силами, «Аугсбургу» було доручено контролювати окупацію Аренсбурга.